# OnePlus One
De OnePlus One is een smartphone ontworpen en op de markt gebracht door OnePlus. De smartphone is populair vanwege de goede prijs-kwaliteitverhouding.
In april 2014 werd hij door Oneplus voorgesteld. Op 25 april 2014 werd het eerste exemplaar verkocht. In november van datzelfde jaar maakte het bedrijf bekend dat er een half miljoen exemplaren van de telefoon verkocht waren.

## Functies
De OnePlus One werd in twee varianten verkocht, de 16gb Silk White versie en de 64gb Sandstone Black versie. Hij werd geleverd met Android 4.4.4 KitKat. Er is ook de mogelijkheid om de software te updaten tot Android 6.0.1 Marshmallow.

## Uitnodigingen
De OnePlus One werd alleen via de webshop van OnePlus verkocht. Om de telefoon te mogen kopen was een uitnodiging nodig. Deze uitnodigingen werden verzonden naar bestaande gebruikers van de telefoon, maar ook naar bezoekers van het forum. Vanaf februari 2015 was het iedere dinsdag mogelijk om de telefoon zonder deze uitnodiging te bestellen. Sinds 20 april 2015 zijn de uitnodigingen afgeschaft. Voor de opvolger, de OnePlus 2, werd gebruikgemaakt van hetzelfde systeem.

## Specificaties
| Scherm                | Beelddiagonaal van 5,46" (14 cm), resolutie van 1920 bij 1080 pixels. Het scherm gebruikt een multitouch-touchscreentechnologie. Met 403 ppi.                       |
| Grootte               | 152,9 × 75,9 × 8,9 mm |
| Gewicht               | 162 gram |
| Besturingssysteem     | Android 4.4.4 KitKat, CyanogenMod 11S |
| Verbindingen          | Met de computer via een Micro USB-kabel, wifi, Bluetooth 4.1 |
| Netwerken             | (GSM/GPRS/EDGE): 850, 900, 1800 en 1900 MHz; 3G (HSDPA 42 Mbit/s, HSUPA 5,8 Mbit/s): 850, 900, 1700, 1900 en 2100 MHz; LTE: 700, 1700, 1800, 2100, 2300 en 2600 MHz |
| Capaciteit            | 16 (white-silk) of 64 (sandstone-black) GB interne, niet uitbreidbare opslag.                                                                                       |
| Batterij              | 3100 mAh Li-Po |
| Camera                | Sony Exmor IMX214, Achterkant: 13,0 megapixel, foto en film (2160p) (30 fps). Voorkant: 5.0 MP foto's, 1080p video's                                                |
| Kleur                 | Silk white (16gb) en Sandstone black (64gb) |
| Levering              | Levering via invite-systeem. |
| Huidige ondersteuning | Android 4.4.4 KitKat, CyanogenMod 11S |